# Il Mattatore (émission de télévision)
Cet article concerne l'émission de télévision. Pour le film, voir L'Homme aux cent visages.
Il Mattatore est une émission de télévision diffusée par la Rai en 1959 sur ce qui était alors le Programma Nazionale (plus tard Rai 1). Il se composait de dix épisodes thématiques divisés en deux cycles courts de cinq épisodes et a été diffusé les mercredis soirs du 4 février au 22 avril.
Il s'agit de l'une des premières émissions de la Rai, qui n'avait commencé à programmer que quelques années auparavant.

## Animateurs
Le « mattatore » du titre était l'acteur Vittorio Gassman — histrion ironique — accompagné par les acteurs, formés au théâtre, Marina Bonfigli (it), Paolo Ferrari, Carlo Romano et Enrico Viarisio.
La réalisation télévisuelle a été confiée à Daniele D'Anza. Les décors des épisodes ont été conçus par différents scénographes : Mario Chiari, Giulio Coltellacci (it), Pier Luigi Pizzi, Piero Zuffi, Lucio Lucentini, Gianni Polidori (it), Veniero Colasanti, Cesarini da Senigallia (it). Les costumes sont de Danilo Donati et la chorégraphie de Gisa Geert (it).
La musique est de Fiorenzo Carpi et Piero Umiliani. Plusieurs disques Fonit Cetra ont également été réalisés à partir de ce programme, avec des extraits de numéros récités pour la plupart par Gassman. La chanson thème du programme — la chanson Matador, avec des paroles de Vittorio Gassman et une musique de Piero Umiliani, se lisait entre autres comme suit :
« Matador, toreador e cento nomi ancor, dittator, imperator, regista e primo attor, direttor, commendator e gran conquistator... »
« Matador, toréador et cent autres noms, dictateur, empereur, réalisateur et acteur principal, directeur, commendataire et conquistador... »

## Un spectacle hétéroclite
Les textes des sketches qui composent les épisodes sont signés par Gassman et le dramaturge Federico Zardi (it). Guido Rocca (it) et Indro Montanelli ont également contribué à deux épisodes.
Selon l'Enciclopedia della televisione (it), « l'impossibilité de classer le programme dans un genre précis a incité la Rai à définir cette précieuse production comme un « spettacolo misto » (litt. « spectacle hétéroclite »), une coexistence fluide d'une pluralité de genres et de registres ».
Les textes sont présentés dans un mélange de styles, entre la variété et le théâtre classique, avec des déviations et des improvisations extravagantes jusqu'à la parodie et de nature à déconcerter parfois le spectateur.
Les références à la politique (toujours filtrées par la prudence qu'imposent la censure gouvernementale et la Rai) et les thèmes des mœurs de l'époque (la fin des années 50 et l'approche du miracle économique) sont encore plus présents dans le deuxième cycle de cinq épisodes, diffusé vers avril 1959. Les cibles de la satire sont notamment les protagonistes du monde politique, du journalisme et du cinéma. En véritable matador, « Gassman [...] avec l'exubérance de ses gigantesques exhibitions [...] joue avec lui-même et avec ses proies (sûr de dominer les deux) avant de les achever ».

## Postérité
La même année, un film de Dino Risi mettant Gassman en vedette sort sous le même titre que l'émission, Il Mattatore, traduit en français L'Homme aux cent visages.
En 1999, Canale 5 a proposé une émission de variétés en cinq parties en fin de soirée intitulée Il Mattatore. Corso accelerato di piccole verità, dans lequel Gassman révèle les secrets du métier ; le premier épisode est diffusé le 19 juin à 23h00.